# Els Pastorets de Mataró

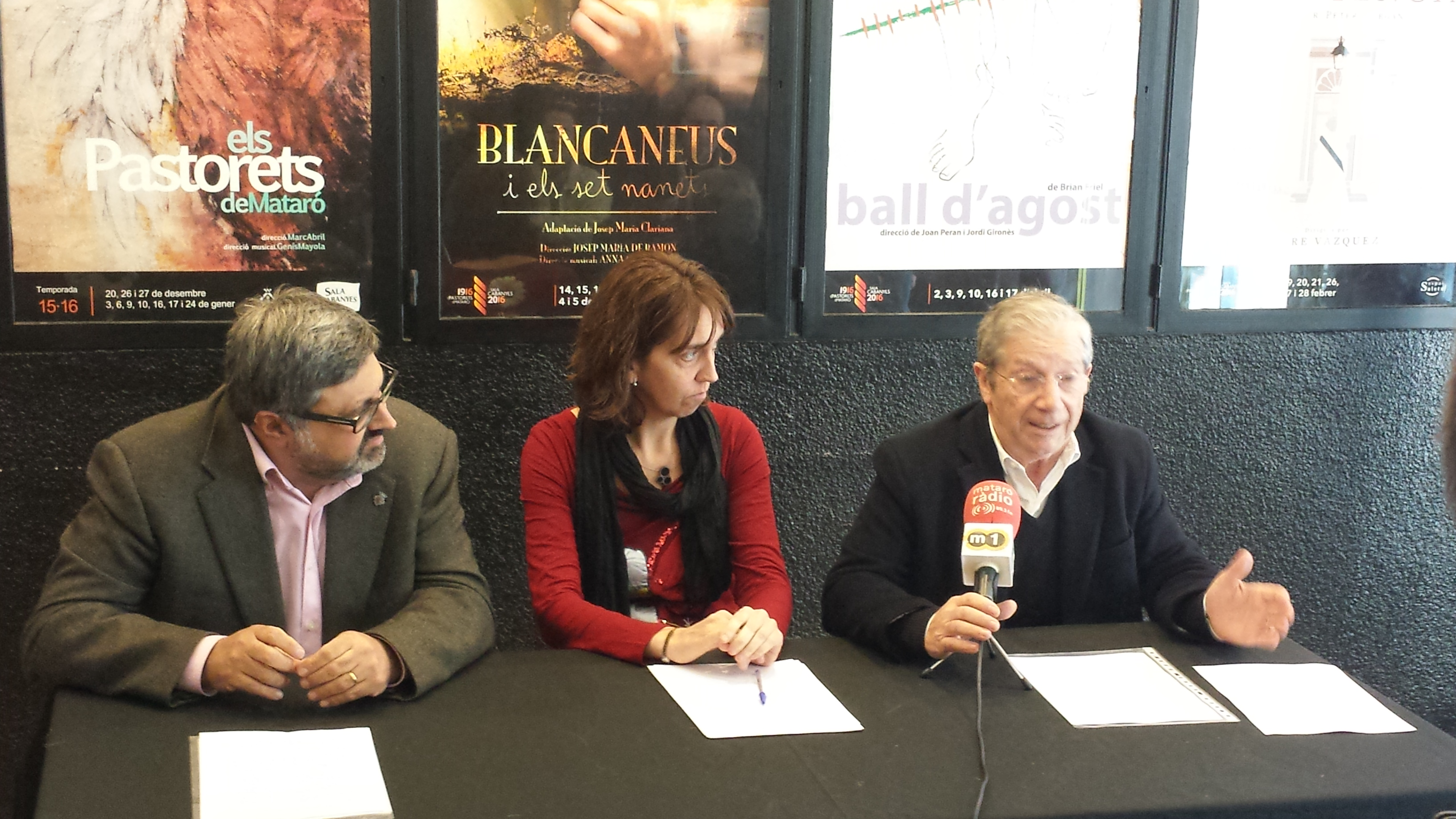
El regidor de Cultura de l'Ajuntament de Mataró, Joaquim Fernández; la presidenta de Sala Cabanyes, Anna Gené; i l'actor Joan Pera, durant la roda de premsa de presentació dels actes del Centenari dels Pastorets de Mataró.

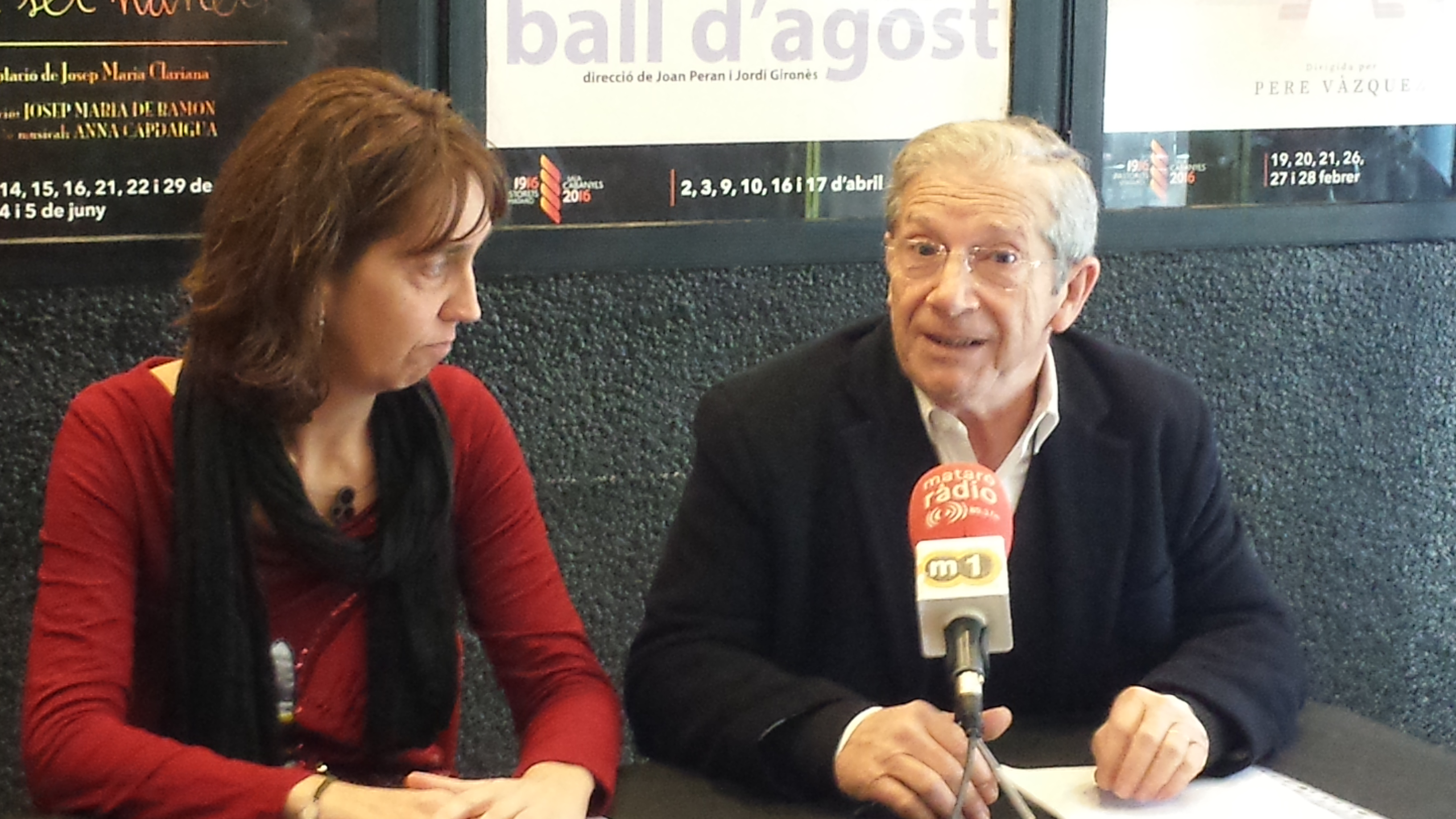
La presidenta de Sala Cabanyes, Anna Gené, i l'actor Joan Pera, durant la roda de premsa de presentació dels actes del Centenari dels Pastorets de Mataró.

Els Pastorets de Mataró és l'espectacle que es representa cada any a Sala Cabanyes, a partir del text L'Estel de Natzaret, de Ramon Pàmies, i amb música de mossèn Joan Fargas, mossèn Miquel Ferrer, Enric Torra i Felip Vilaró. És un espectacle musical de gran format, amb orquestra i cants en directe, balls, canvis espectaculars d'escenografia, personatges bons i dolents, personatges dramàtics i còmics, efectes especials de foc, de llum i de so, projeccions… La primera representació es va fer el 25 de desembre de 1916, a l'aleshores anomenat cafè del Círcol Catòlic d'Obrer de Matarós.

En aquest espai s'hi van representar durant disset anys, de la mà del sacerdot mataroní mossèn Josep de Plandolit. Als Pastorets que es feien a la Saleta només hi sortien nois, fins i tot el paper de Maria era interpretat per un noi. La música era en directe i els primers decorats els va pintar mossèn Ximenes, després van ser els d'Antoni Paloma, que ideà uns decorats amb ciclorama, que s'enrotllaven com una pel·lícula. L'ase s'havia de pujar per les escales d'accés al pis. 
El 1933 s'inaugurà el nou teatre Sala Cabanyes, en homenatge a Emili Cabanyes i Rabassa, alcalde de Mataró, arquitecte i que fou el president del Centre Catòlic del 1893 al 1916. 

L'Ajuntament de Mataró, l'any 1981, els declarà Patrimoni Cultural de la Ciutat, en reconeixement la seva singularitat, els valors culturals i tradicionals, i la perseverança de diverses generacions de mataronins per mantenir-los vius al llarg de tants anys i sobretot el rigor en la seva execució. Els Pastorets són una escola d'iniciació teatral on els més petits tenen l'oportunitat d'intervenir per primer cop dalt d'un escenari. Alguns dels actors i actrius que han participat en els Pastorets són: Pere Anglas, Jordi Bosch, Amadeu Casanovas, Clara de Ramon, Lourdes Fabrés, Josep Fadó, Marcos Franz, Joan Pera, Pep Plaza, Boris Ruiz, Jesús Segura, Montserrat Vellvehí, Roger Pera...

## Centenari
L'any 2016 Els Pastorets de Mataró commemoren els cent anys de la primera representació. Els actes es van presentar el 8 de febrer de 2016, en una roda de premsa a la Sala Cabanyes. Entre el febrer de 2016 i l'abril de 2017 es van fer diversos actes per celebrar l'efemèride. L'inici simbòlic de les celebracions va ser la gala del 13 de febrer de 2016, dirigida per Toni Grané i Georgina Blanch.